# Lepthyphantes lundbladi
Lepthyphantes lundbladi là một loài nhện trong họ Linyphiidae.
Loài này thuộc chi Lepthyphantes. Lepthyphantes lundbladi được Ehrenfried Schenkel-Haas miêu tả năm 1938.